# Серебренников, Владимир Алексеевич
Владимир Алексеевич Серебренников (20 мая 1926, Чернский район, Тульская губерния — 31 января 2022, Москва) — советский и российский конструктор авиационной и космической техники, Герой Социалистического Труда.

## Биография
Родился 20 мая 1926 года в Стрелецком сельском совете Чернского района Тульской губернии.
Окончил МАИ (1949). В 1949—1950 гг. мастер, затем технолог на Горьковском авиационном заводе № 21.
С 1950 года работал инженером-конструктором Опытно-конструкторского бюро на Машиностроительном заводе № 301 (НПО Лавочкина) (Химки).
В 1960—1970-е гг. принимал участие в создании космических аппаратов для полётов на Луну, Венеру и Марс.
С 1970-х гг. руководитель конструкторской группы, с 1985 г. начальник конструкторского комплекса 500. В 1987—1998 гг. первый заместитель генерального конструктора — генерального директора НПО Лавочкина. С июля 1995 (после смерти В. М. Ковтуненко) до июня 1996 года являлся фактическим руководителем предприятия. В 1998—2004 гг. заместитель главного конструктора. С 2005 по 2011 г. курировал работы по созданию, испытаниям и запуску космического телескопа «Спектр-Р».
Герой Социалистического Труда (28.08.1986). Звание присвоено за разработку автоматических межпланетных станций «Вега-1» и «Вега-2».
Лауреат Государственной премии СССР 1980 года (в составе коллектива) и премии имени С. А. Лавочкина. Награждён орденом «Знак Почёта» (09.11.1970).
Умер в Москве в 2022 году. Прощание и кремация прошли на Митинском кладбище. Прах захоронен на Химкинском кладбище.
Один из редакторов книги:
- НПО им. С. А. Лавочкина. На Земле, в небе и в космосе / Под ред. В. А. Серебренникова и др. — М.: Военный парад, 1997. — 222 с.